# Carl Philipp Emanuel Bach Museum
Het Carl Philipp Emanuel Bach Museum, ook wel CPE Bach-Museum genoemd, is een museum dat gewijd is aan de componist Carl Philipp Emanuel Bach. Het is gevestigd in een historisch pand in het KomponistenQuartier Hamburg.
Van de kinderen van Johann Sebastian Bach was Carl Philipp Emanuel de meest muzikale en bekende. Hij hield zich twee decennia op in het muzikale leven van Hamburg, van 1768 tot 1788. Hier volgde hij Georg Philipp Telemann op als curator en muziekdirecteur van de vijf hoofdkerken in de stad. Hij liet veel composities na. Jaarlijks gaf hij tweehonderd opvoeringen in deze kerken.
Het museum werd feestelijk geopend op 18 maart 2015, samen met het Johann Adolf Hasse Museum, en is toegankelijk voor rolstoelgebruikers. Het geeft een beschrijving van het werk en leven van Bach en een beeld van de omgeving waarin hij leefde. Er wordt een virtuele rondgang door het museum gegeven waarin geluisterd kan worden naar een gesprek tussen Bach en zijn tijdsgenoot, de Engelse muziekhistoricus Charles Burney.
In het museum is de woning van Bach nagebouwd. Voor het authentieke uiterlijk zijn sommige meubelen opnieuw gemaakt naar de kenmerken van toen. Hier bevinden zich luisterpunten waar informatie wordt gegeven over de bijzonderheden van zijn muziek en de invloed die het had op de samenleving in die tijd. In het midden staat een klavichord dat Bachs lievelingsinstrument was. Voor zijn muziekspel op dit instrument werd hij in zijn tijd bewonderd.

## Impressie
|  |  |